# Carina Cooper
Carina Cooper (Rio de Janeiro) é uma atriz brasileira.
Afastada da vida artística, hoje é uma conceituada sommelière no Brasil.

## No teatro
- Quem Matou o Leão (1978)
- A Farra da Terra (1983)

## No cinema
- Lost Zweig (2002)
- Sábado (1995)
- Filme Demência (1986)
- Os Bons Tempos Voltaram: Vamos Gozar Outra Vez (1985) .... Paula
- O Segredo da Múmia (1982) (como Carine Cooper)  [1]
- Paula - A História de uma Subversiva (1979) ... Paula

## Na televisão
- Wandergleyson Show (TV Bandeirantes, 1987)